# Anton Crihan
Anton Crihan (n. 10 iulie 1893, Sîngerei, Imperiul Rus – d. 9 ianuarie 1993, Saint Louis, Missouri, SUA) a fost un avocat, autor, economist, politician, profesor și publicist român basarabean, membru al Sfatului Țării (1917), subsecretar de stat al Agriculturii în Directoratul General al Republicii Moldovenești (1917), deputat în Parlamentul României (1919, 1920, 1922, 1932), subsecretar de stat la Ministerul Agriculturii și Domeniilor (1932-1933), profesor la Universitatea Politehnică din Iași și la Facultatea de Agronomie din Chișinău (1934-1940).

## Biografie
Anton Crihan este reprezentantul celei de-a treisprezecea generații, pe linie bărbătească, a vechii familii de boieri români moldoveni, prima mențiune referindu-se la timpul domniei lui Stefan cel Mare.
Cartea domnească de întăritură de la Constantin Movilă voievod afirmă că străbunii lui Anton Crihan onorau titlul boieresc de «paharnic».
Și-a făcut studiile la Liceul de Băieți din Bălți și la Universitatea din Odesa, Facultatea de Economie. În anul 1917 a intrat ca deputat în  Sfatul Țării, pe listele Partidului Național Moldovenesc și a votat Actul Unirii. În anul 1918, împreună cu Emanoil Catelli, a fost unul dintre organizatorii detașamentelor moldovenești, reorganizate la Odesa, pentru a apăra populația civilă locală în timpul retragerii în dezordine a două divizii rusești de pe frontul românesc.A fost deputat în Parlamentul României și a fost conducător al Comisiei agrare și a instituției de stat Casa noastră, care a înfăptuit reforma agrară în Basarabia. În anul 1924 a terminat Facultatea de Științe Juridice din București. A predat la Universitatea din Iași și la Facultatea de Agronomie a universității ieșene, cu sediul la Chișinău. A fost unul dintre liderii politici aflați în conducerea Partidului Național Țărănesc, al cărui președine a fost Iuliu Maniu.  A fost numit de două ori subsecretar de stat. Își susține teza de doctorat în economie la Universitatea Sorbona din Paris în 1934.
După terminarea celui de-al doilea război mondial a intrat în ilegalitate, iar în anul 1948 a trecut granița pe jos din România în Iugoslavia și a ajuns la Paris în iulie 1949, apoi  într-un final, în octombrie 1951, se stabilește în Statele Unite. În SUA a scris articole și cărți în care a militat pentru unirea Basarabiei cu România.
În Statele Unite s-a căsătorit cu Olivia Lula, exilată din România din Deva, care a fost nepoata lui Petru Groza. Tot în SUA a fost unul dintre liderii diasporei românești, publicând diverse lucrări în care susținea reunificarea Basarabiei cu România.
A decedat în Saint-Louis, Statele Unite, iar la dorința sa testamentară a fost înmormântat în Chișinău (în Cimitirul Central).

## Lucrări publicate (lista este incompletă)
- 1915 - Capitalul străin în Rusia
- 1917 - Chestiunea agrară în Basarabia până la revoluția din 1917
- 1969 - Cum s-a făcut unirea Basarabiei cu România
- 1976 - O scrisoare către Generalul C. Petre-Lazar
- 1986 - Romanian Rights to Bessarabia According to Certain Russian Sources (ediția în engleză)
- 1995 - Drepturile românilor asupra Basarabiei după unele surse rusești (ediția în română)

## Onoruri

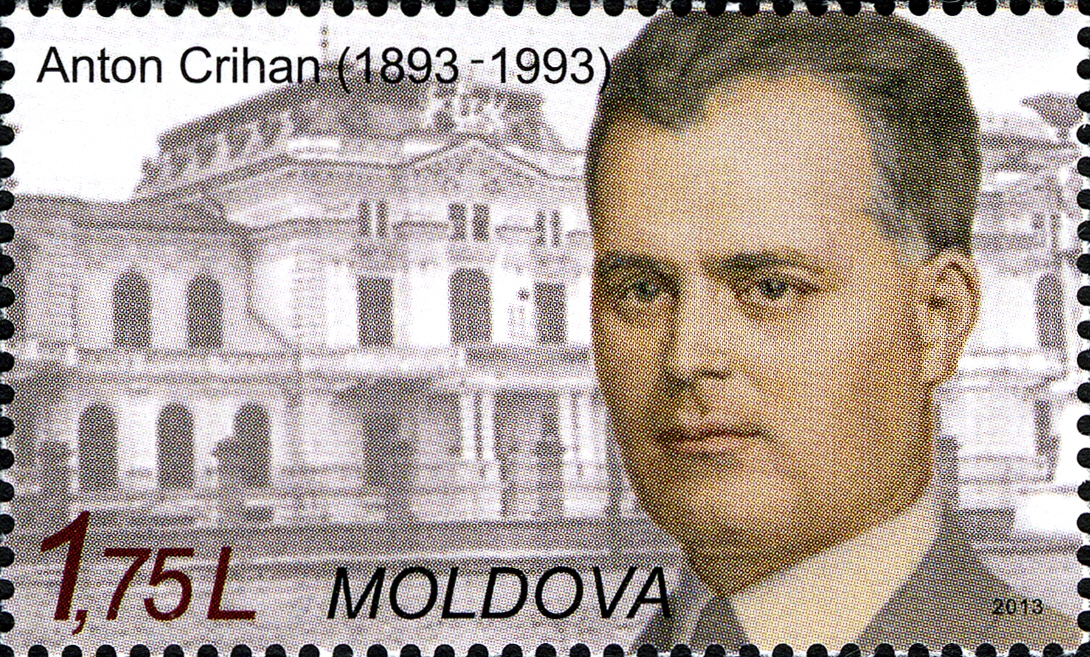
Timbru poștal din Republica Moldova cu imaginea lui Anton Crihan

A fost premiat cu Ordinul Ferdinand I în grad de Ofițer și cu Ordinul național „Steaua României” în grad de Ofițer.
La 20 iulie 2013 cu ocazia împlinirii a 120 de ani de la nașterea deputatului Anton Crihan, Poșta Moldovei a emis o marcă poștală cu imaginea acestuia.
În municipiul Iași și în sectorul Centru al orașului Chișinău există câte o stradă care poartă numele lui Anton Crihan.